# Jabulania clancularia
Jabulania clancularia är en insektsart som beskrevs av Otte, D. och Perez-gelabert 2009. Jabulania clancularia ingår i släktet Jabulania och familjen syrsor. Inga underarter finns listade i Catalogue of Life.